# Selenia nubilunaria
Selenia nubilunaria är en fjärilsart som beskrevs av Franz Dannehl 1927. Selenia nubilunaria ingår i släktet Selenia och familjen mätare. Inga underarter finns listade i Catalogue of Life.